# Chianciano Terme
Chianciano Terme est une commune italienne de la province de Sienne dans la région Toscane en Italie. C'est une ville thermale.

## Culture
Lieu de la découverte de la Mater Matuta étrusque.
Le musée archéologique civique   qui expose sur trois niveaux des vestiges et reconstitutions muséographiées de tombes étrusques.

## Galerie

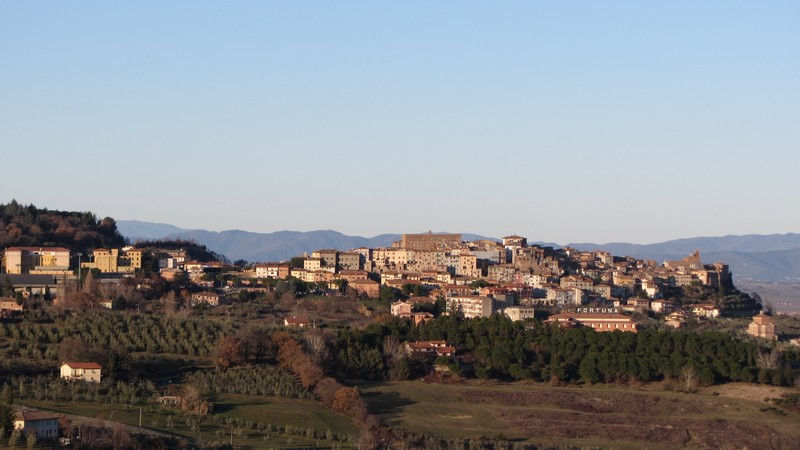
Vue du bourg historique
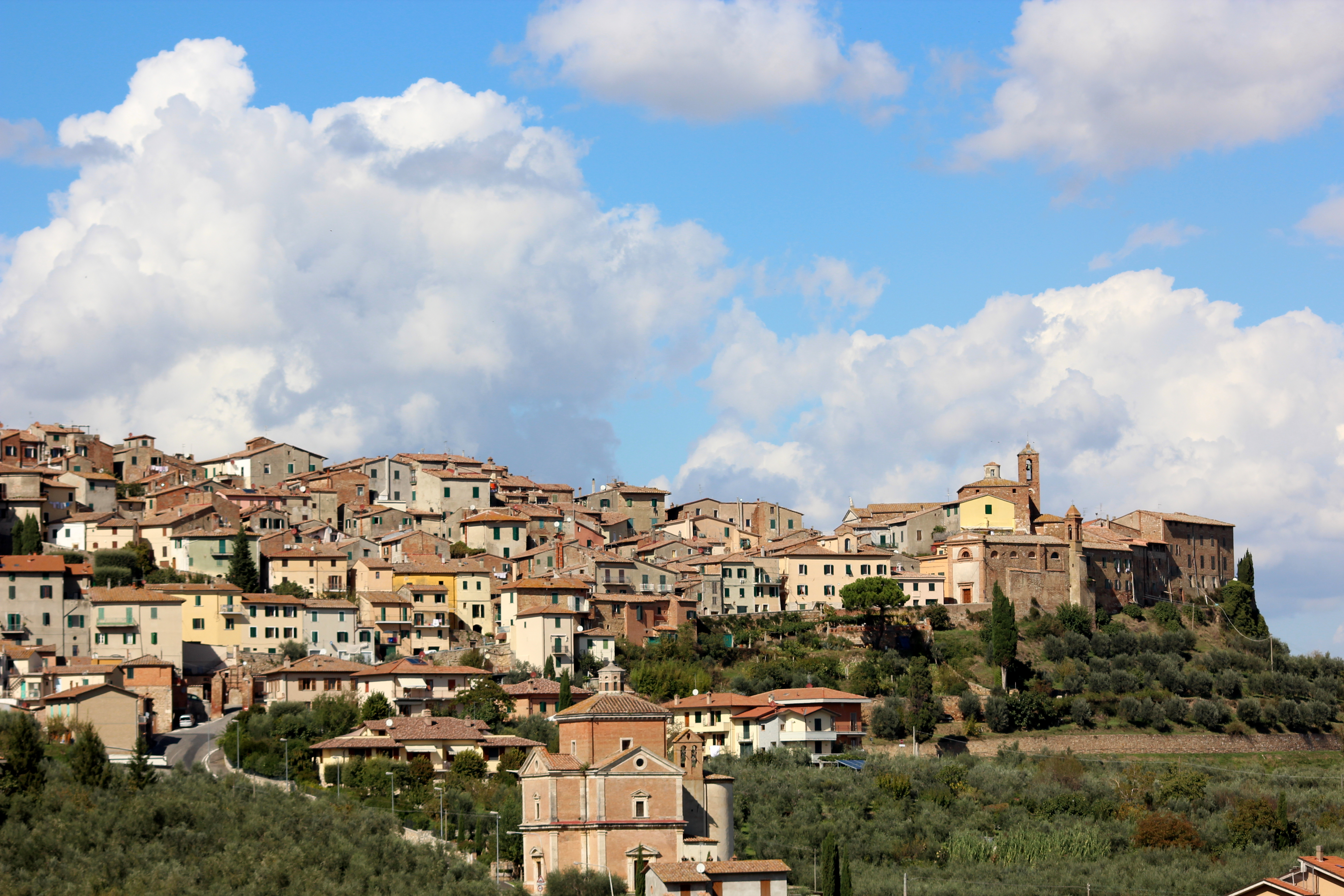
Panorama
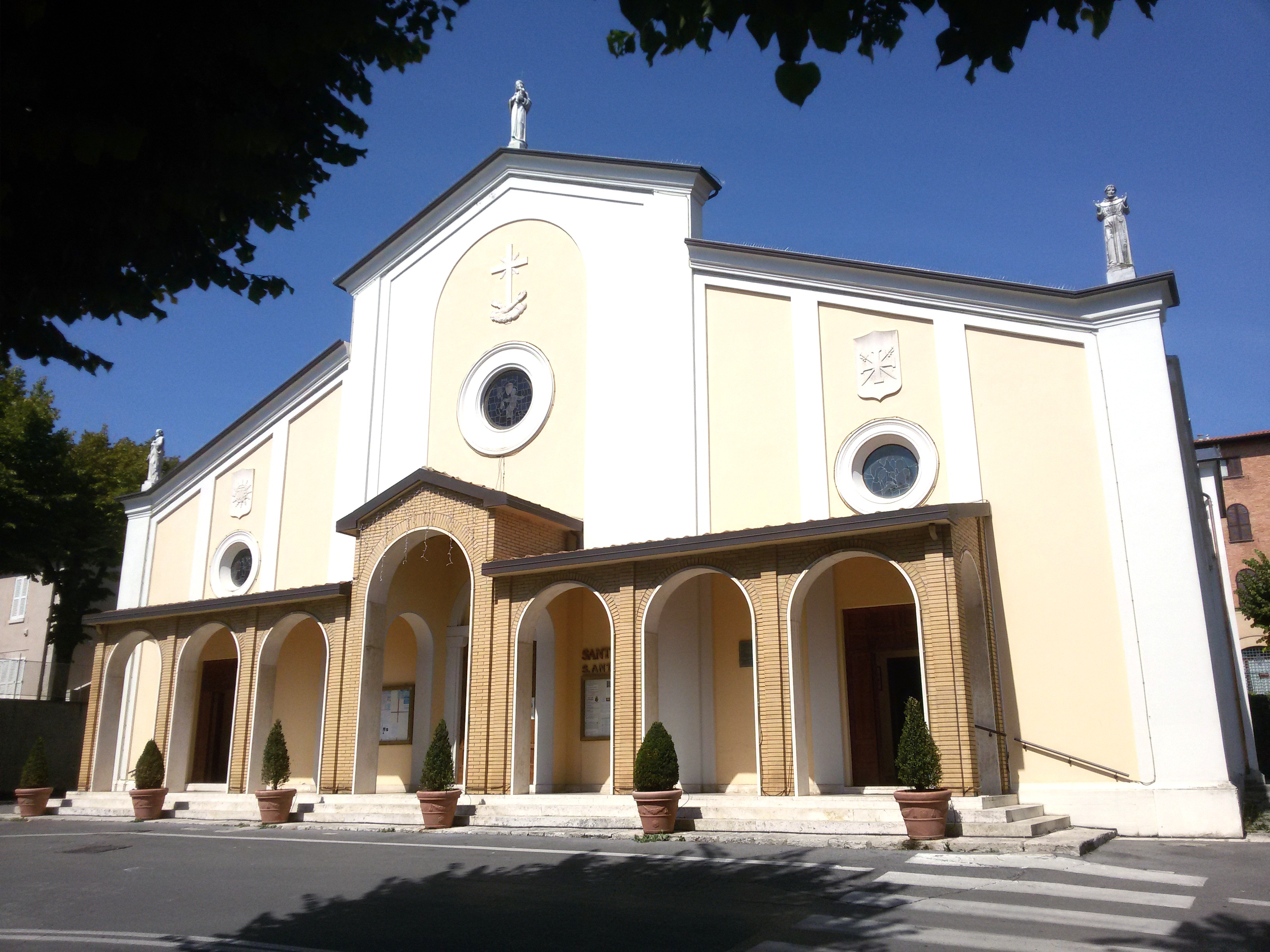
Sanctuaire de Saint Antoine de Padoue
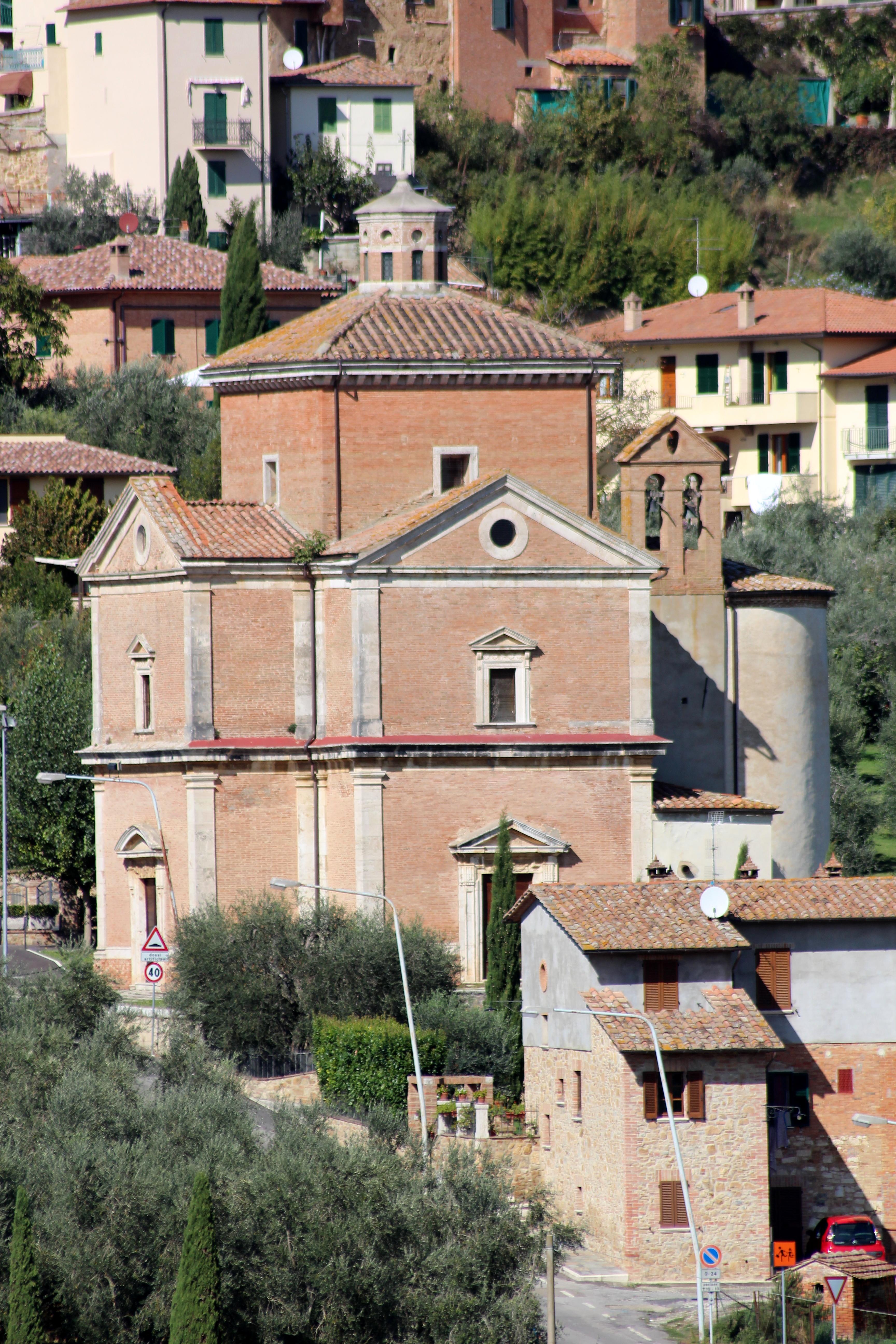
Madonna della Rosa
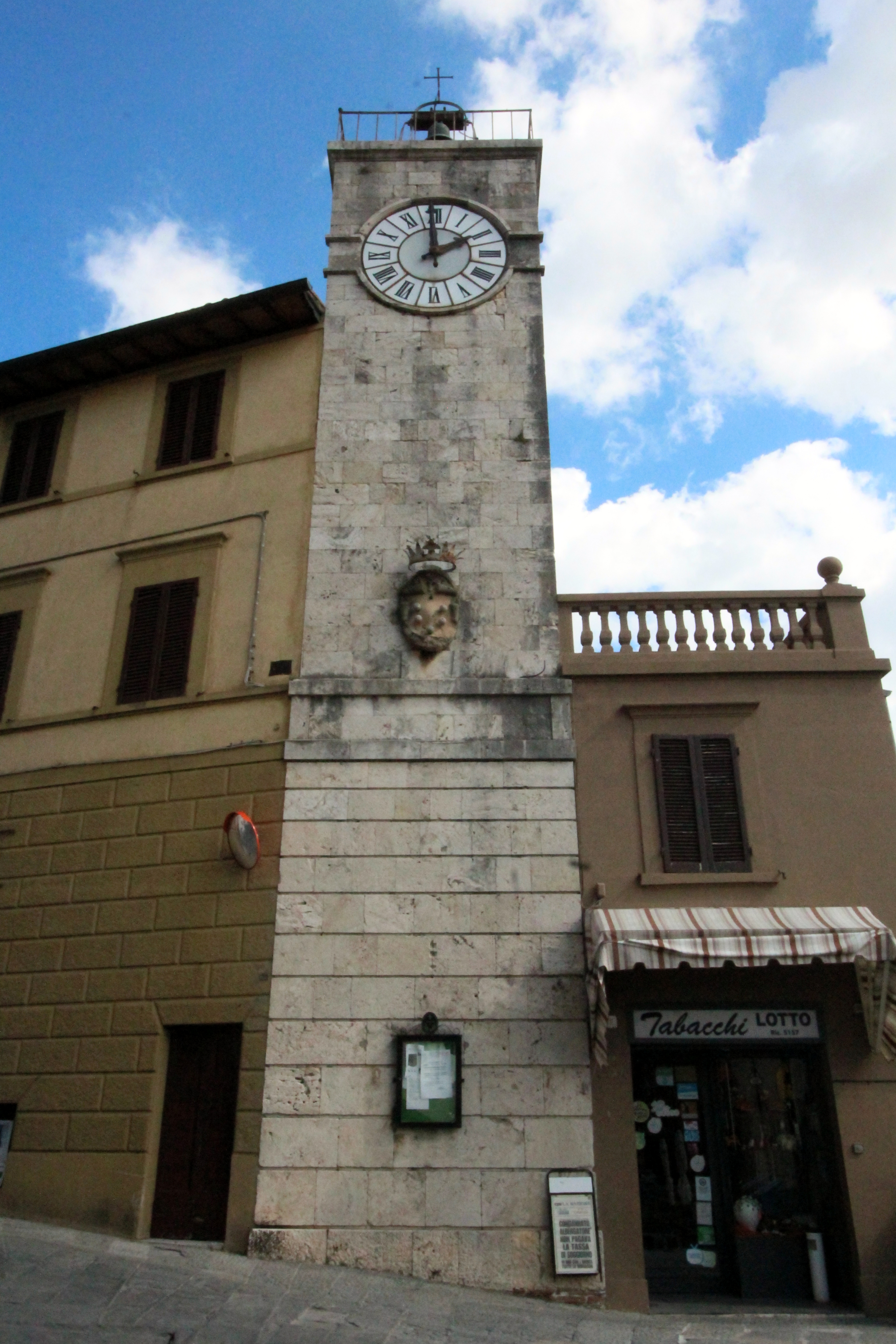
Tour de l'Horloge
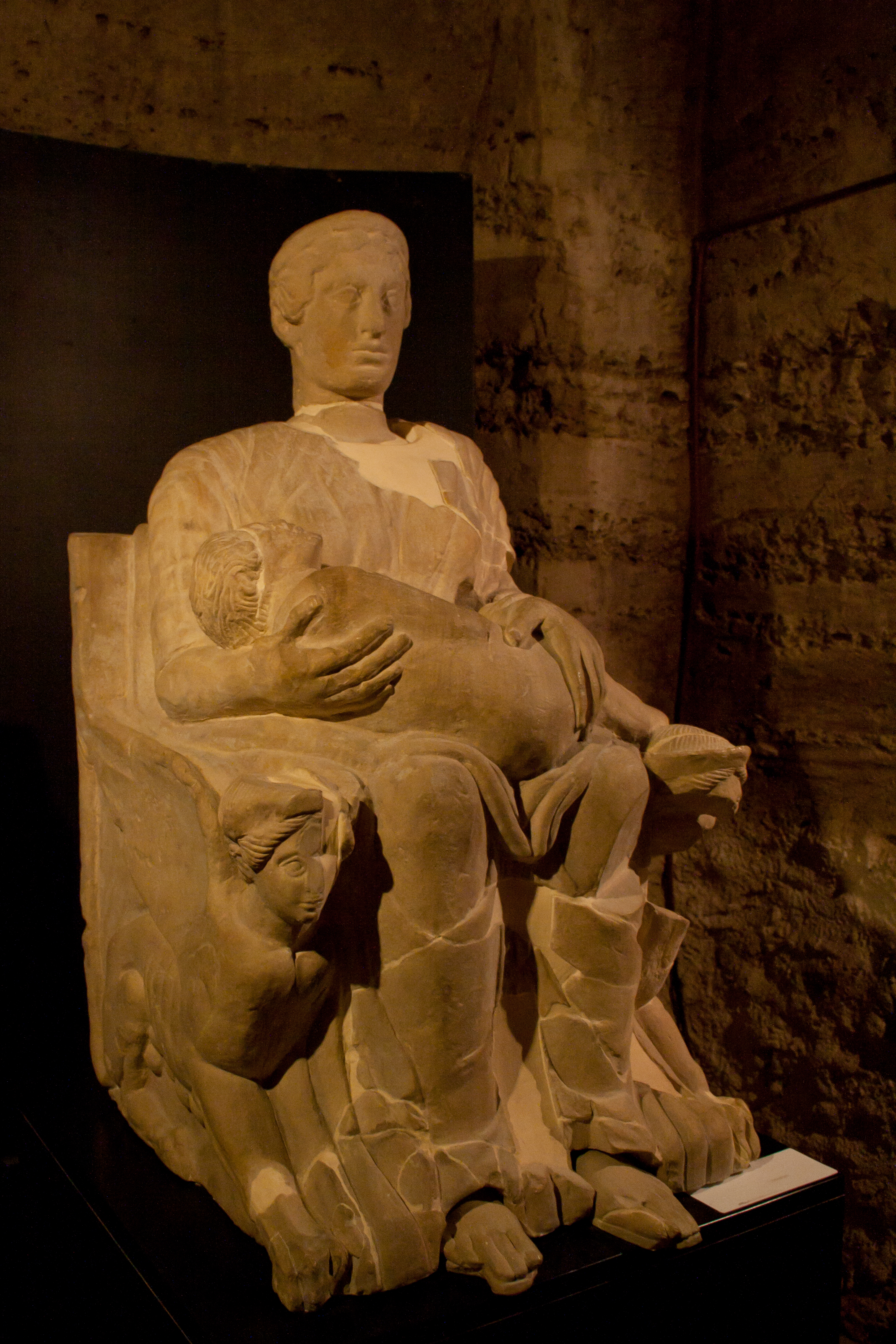
Musée Archéologique: Mater Matuta étrusque

## Administration
| Période                                  | Période  | Identité           | Étiquette                                                     | Qualité |
| ---------------------------------------- | -------- | ------------------ | ------------------------------------------------------------- | ------- |
| 2009                                     | En cours | Gabriella Ferranti | Partito Democratico - Centre-Gauche                           |         |
| 2004                                     | 2009     | Guido Bombagli     | Verdi                                                         |         |
| 1995                                     | 2004     | Dadid Bolici       | Democratici di Sinistra                                       |         |
| 1990                                     | 1995     | Maria Teresa Fè    | Partito Comunista Italiano-Partito Democratico della Sinistra |         |
| 198?                                     | 1990     | Mario Paccagnini   | Partito Comunista Italiano                                    |         |
|                                          |          | Albo Fregoli       | Partito Comunista Italiano                                    |         |
| 1964                                     | 1975     | Marconi            | Partito Comunista Italiano                                    |         |
|                                          |          | Evandro Nannetti   |                                                               |         |
|                                          |          | Ariosto Lucherini  |                                                               |         |
|                                          |          | Aristeo Biancolini |                                                               |         |
|                                          |          | Ezio Santoni       |                                                               |         |
| Les données manquantes sont à compléter. |          |                    |                                                               |         |

### Communes limitrophes
Chiusi, Montepulciano, Pienza, Sarteano

## Jumelage
- Mariánské Lázně (Tchéquie)

## Personnalité
- Imperia (1486-1522), courtisane, y est morte.